# Ludvig Löwegren
Ludvig Leonard Löwegren, född 1817, var en svensk pianist  och kompositör. Han var bror till musikdirektören C. E. Löwegren.

## Biografi

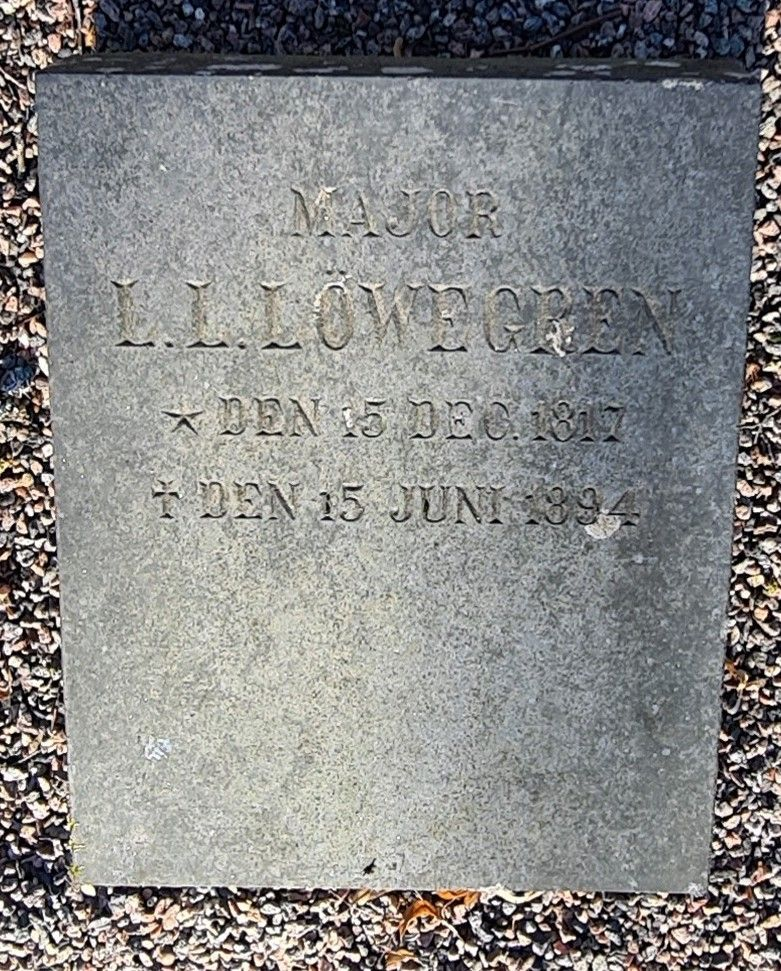
Ludvig Leonard Löwegren gravvård på Alingsås stadskyrkogård

Ludvig Löwegren föddes 1817 och var bror till C. E. Löwegren (född 1811). Han var kapten vid Västgöta-Dals regemente och riddare av Svärdsorden. Löwegren var en skicklig pianist och tonsättare. Han har komponerat en mängd kompositioner för piano.